# Гераклеи (праздник)
Гераклеи (др.-греч. Ἡράκλεια ἐν Κυνοσάργει, Herakleia en Kynosargei) ― античный праздник в честь божественного героя Геракла.
Афиняне отмечали этот праздник, который знаменовал смерть Геракла, во второй день месяца Метагитниона (который выпадал на конец июля или начало августа). Праздничные церемонии проходили в гимнасии на холме Киносарг за стенами Афин. Эта территория принадлежала дему Диомея и там находилось святилище Геракла.
Жрецов в святилище отбирали из числа мальчиков, которые не были полноправными гражданами Афин (nothoi). В гимнасии тренировались многие знаменитые нотои (например, Демосфен), хотя, вероятно, занимались там также и граждане Афин. Аттический культ Геракла был во многом молодёжным: при нескольких культовых местах героя находились гимнасии. Существовала также мифологическая традиция (возможно, возникшая в Беотии), которая утверждала, что после смерти Геракл отправился на Олимп, где женился на Гебе, богине юности. Из-за этого Гераклу иногда поклонялись как богу, а иногда ― как мёртвому герою. В Фивах, центре культа Геракла, торжества длились несколько дней и во время них проводились различные спортивные и музыкальные состязания (агоны), а иногда также и жертвоприношения. Они проходили в гимнасии Иолая ― племянника и эромена Геракла, и были известны как Иолеи. Победителям соревнований вручались латунные треноги.